# Divisòria continental

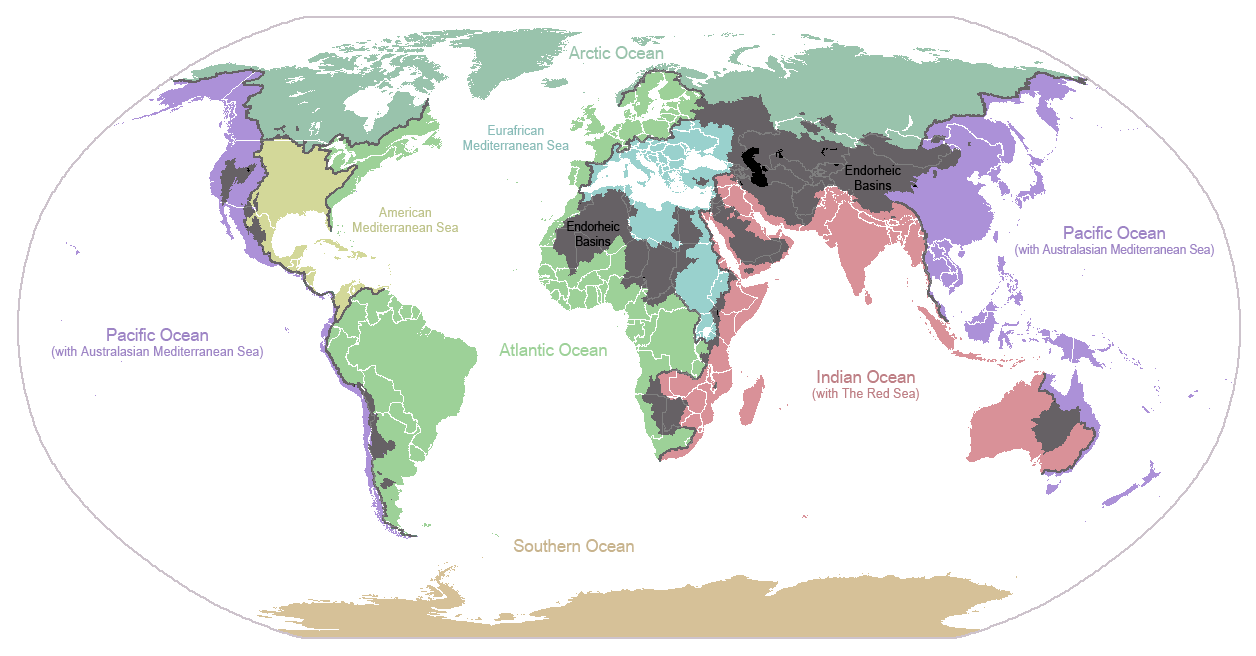
Grans divisòries continentals, mostrant el drenatge en els principals mars i oceans del món. Les zones grises són conques endorreiques que no desguassen a la mar.

Una divisòria o divisió continental (en anglès,  Continental Divide ) és una divisòria, línia geogràfica traçada sobre el terreny, que marca la frontera entre dos vessants hidrogràfiques a escala continental, de manera que les aigües que cauen en un costat de la línia viatgen a un oceà o massa d'aigua, i les aigües de l'altre costat, arriben a un altre, generalment en la part oposada del continent. A causa del fet que la frontera exacta entre les masses d'aigua no està clarament definida, la divisòria continental no sempre és clara per a qualsevol continent.

## Exemples

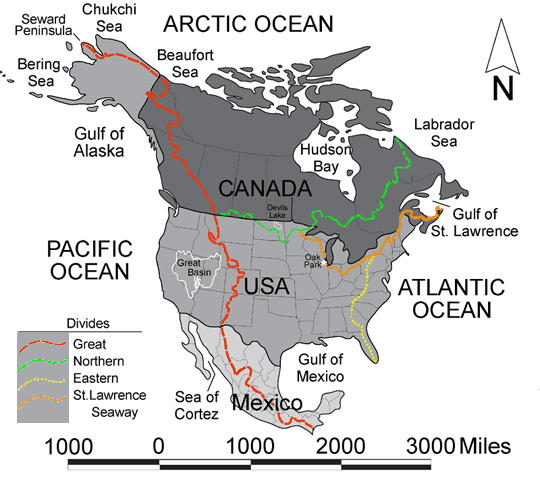
Divisòries continentals a Amèrica del Nord.

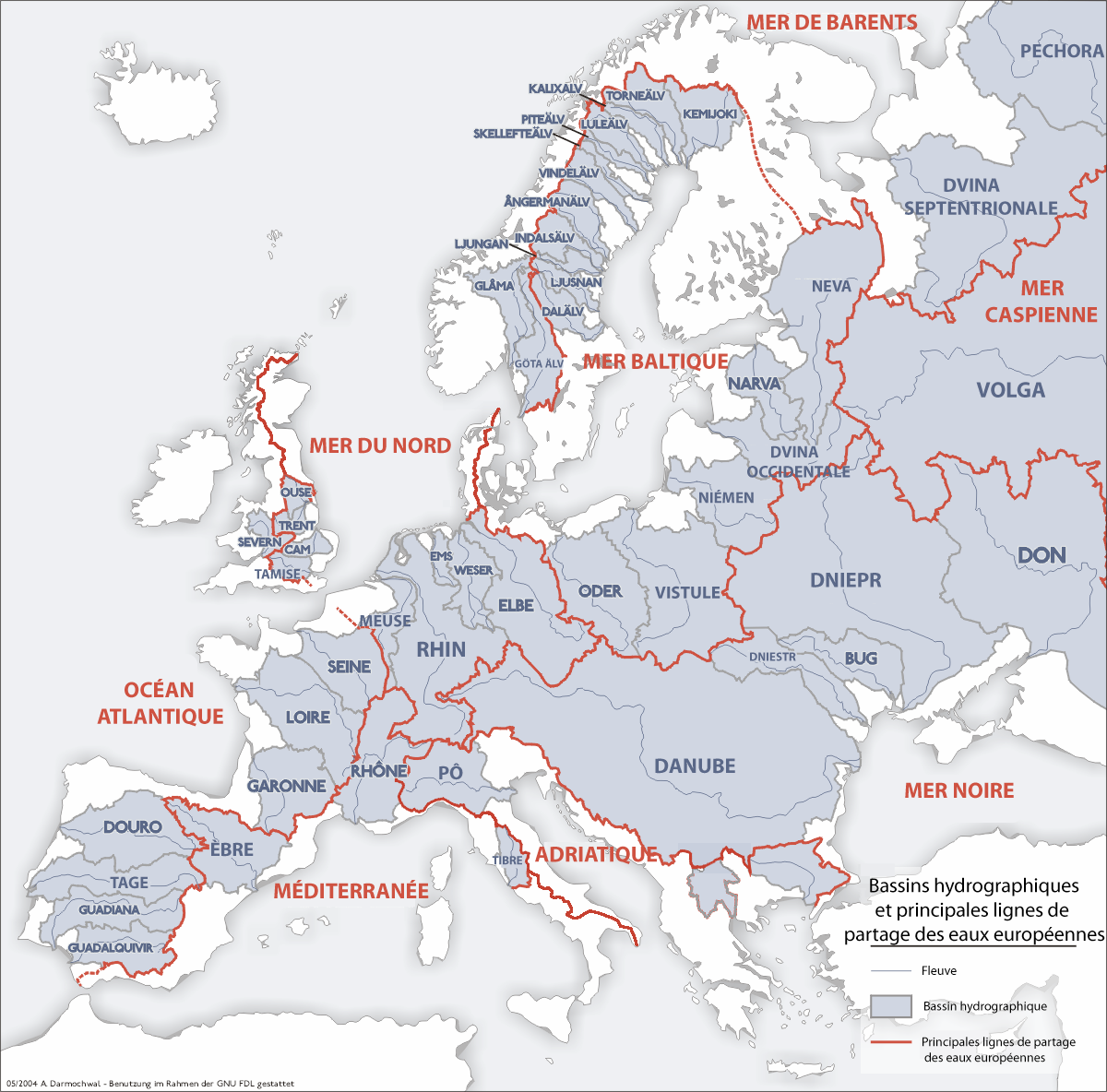
Divisòries continentals a Europa.

Les principals divisòries continentals són les següents:
- Amèrica del Nord. Es poden considerar quatre o cinc divisòries continentals, en funció de com es classifiquin les conques hidrogràfiques:

* La Divisòria continental de les Amèriques o Gran Divisòria, que separa les conques que aboquen a l'oceà Pacífic de les que ho fan als oceans Atlàntic i Àrtic. Discorre des de la península de Seward, a Alaska, a través de l'oest del Canadà al llarg de la cresta de les muntanyes Rocoses fins a Nou Mèxic. A partir d'aquí, segueix la carena de la Sierra Madre Occidental de Mèxic i s'estén fins a la punta de l'Amèrica del Sud. És travessada pel canal de Panamà.
* La divisòria Laurentiana, separa la conca de l'oceà Atlàntic de la conca de la badia de Hudson. La seva part occidental corre des de les Muntanyes Rocoses fins a la conca dels Grans Llacs (Amèrica del Nord) i va marcar el límit nord de la Compra de Louisiana i la frontera entre Estats Units i l'Amèrica del Nord britànica, fins que va ser reemplaçada pel paral·lel 49º al Tractat de 1818. A Canadà, històricament va marcar el límit meridional de la zona de comerç de pells monopoli de la Companyia de la Badia d'Hudson, i la part més oriental encara marca la frontera entre Quebec i Labrador.
* La divisòria de Sant Llorenç separa la conca dels Grans Llacs de la resta del vessant de l'oceà Atlàntic. Dos canals creuen la línia divisòria: el canal de Chicago (Chicago Drainage Canal), que travessa el Chicago Portage i connecta el llac Michigan amb la conca del riu Mississipi; i el canal Erie connecta el llac Erie i la conca del riu Hudson.
* La divisòria Oriental separa la conca del golf de Mèxic de l'oceà Atlàntic. Discorre des dels Twin Tiers de Nova York i Pennsilvània cap avall pels muntanyes Apalatxes fins a la punta de la Florida, dividint l'Atlàntic del golf de Mèxic. La ciutat de Atlanta es troba sobre aquesta divisòria.
* Canadà es pot considerar que té una altra divisòria continental, la que separa la conca de l'oceà Àrtic de la badia de Hudson, ja que la badia de Hudson es considera sovint una massa d'aigua diferent de l'oceà Àrtic. Aquesta divisòria, que de vegades es denomina divisòria de l'Àrtic, va ser una barrera per al transport fins que el passatge Methye va ser descobert en 1778, cosa que va obrir els rius de l'Àrtic als comerciants de pell i es va convertir en part de una ruta comercial transcontinental de l'Atlàntic al Pacífic. És d'importància en la història del Canadà, ja que marca el límit nord de la Terra de Rupert, el monopoli comercial de la zona de la Companyia de la Badia d'Hudson.
- Amèrica del Sud. La divisòria continental de les Amèriques es troba al llarg dels serralada dels Andes, però la divisió no sempre passa al llarg dels pics més alts del sistema muntanyós. A la Patagònia moltes preses morreiques van ser usades per drenar cap a l'Atlàntic, en lloc de al Pacífic, abans de les glaciacions del Plistocè.
- Austràlia. Austràlia té menys fronteres entre oceans i poques serralades prominents, per la qual cosa és difícil definir una única divisió. Gran part de l'interior del continent desguassa a la conca endorreica del llac Eyre.
- Euràsia té diverses divisions, en funció de la definició de «mar»

(Per exemple, el mar Mediterrani i els seus diferents lòbuls, l'oceà Atlàntic, el mar del Nord, el mar Bàltic, l'oceà Àrtic i el mar Negre). Algunes de les divisòries són les següents:
* Àsia:
* Meseta tibetana (Himàlaia): separa les aigües que aboquen a l'oceà Índic i les que arriben a l'oceà Pacífic;
* Himachal Pradesh (Indus-Ganges): separa el mar d'Aràbia del golf de Bengala;
* llac Baikal (Ienisei, Lena): separa el mar de Kara del mar de Láptev;
* Krai de Perm / Urals (Volga-Petxora / Ob): separa la mar Càspia de l'oceà Àrtic;
* Europa-Àsia:
* Volga-Don: separa la mar Negra de la mar Càspia;
* Europa:
* Pas Lunghin, en els Alps (rius Rin-Danubi-Po): separa la triple conca del mar del Nord, la mar Negra i el mar Adriàtic ;
- Àfrica. La més important divisòria continental a l'Àfrica és la que està entre les conques del Nil i el Congo, passant per la zona dels Grans Llacs d'Àfrica. Entre el Congo i el Sàhara hi ha un vast territori que desguassa a la conca endorreiques del llac Txad, de manera que perfora la divisòria Atlàntic-Mediterrani. La divisòria mar Mediterrani - oceà Índic està punxada al Àfrica occidental pels sistemes lacustres endorreics del Gran Vall del Rift; al sud del continent, la divisòria entre els oceans Atlàntic i Índic serpenteja entre les conques dels rius Congo, Zambeze, Limpopo i riu Orange, amb la terminació del riu Okavango al desert de Kalahari.
- Antàrtida. L'interior de l'Antàrtida rep molt poca precipitació, i és en forma de neu, i el continent està completament envoltat per l'Oceà Austral. Per tant, a l'Antàrtida no es considera en general que hi hagi una divisòria continental. Les muntanyes Transantártiques divideixen el drenatge dels rierols de gel en dos: la plataforma de gel Ronne, a l'Antàrtida Occidental, que aboca cap al Pacífic; i la barrera de gel de Ross, els que drenen l'Antàrtida Oriental, cap als oceans Atlàntic i Índic.